# Xã Pipe Creek, Quận Miami, Indiana
Xã Pipe Creek (tiếng Anh: Pipe Creek Township) là một xã thuộc quận Miami, tiểu bang Indiana, Hoa Kỳ. Năm 2010, dân số của xã này là 6.294 người.